# Erè Mèla Mèla
Vous lisez un « bon article » labellisé en 2013.
Albums de Mahmoud Ahmed
Alèmyé
(1974) Soul of Addis
(1997)
Erè Mèla Mèla (en amharique : እረ፡ መላ፡ መላ። et signifiant en français : « Je cherche une solution ») est un album du chanteur éthiopien Mahmoud Ahmed, l'un des chefs de file de l'éthio-jazz, paru en 1975. Cet album de quinze chansons (initialement onze titres puis treize lors de la première réédition en 1986), et plus particulièrement son morceau titre, sont à l'origine de la découverte en Occident du « groove éthiopien » lors de sa réédition en 1986. Ce genre musical connaît le succès à la fin des années 1990, sous l'impulsion de la collection Éthiopiques du label français Buda Musique, consacré à la musique éthiopienne. Au fil du temps, l'album est devenu l'un des plus importants de l'« âge d'or de la musique éthiopienne » des années 1969-1975 et un classique des musiques du monde, valant à son compositeur-interprète une reconnaissance et une seconde carrière internationales.

## Historique

### De l'album oublié à sa redécouverte
Publié après la révolution éthiopienne de 1974 et durant la période qui s'achève avec la prise du pouvoir par le Derg dirigé par Mengistu Haile Mariam, Erè Mèla Mèla est le troisième album de Mahmoud Ahmed, après Almaz (1973) et Alèmyé (1974). Cet album de 1975, un vinyle 33 tours du label éthiopien Kaifa Records (KF 20 LP), comprend onze chansons et n'est diffusé qu'en Éthiopie. Peu de temps après la junte militaire impose un contrôle sur les productions artistiques et met un terme au travail des éditeurs musicaux.
Sa réédition en Belgique par le label bruxellois Crammed Discs en 1986 est l'œuvre de Francis Falceto, programmateur au Confort Moderne de Poitiers qui découvre en 1984 cet album oublié — grâce à Bernard Gallodé —, dont la musique suscite un enthousiasme important dans son entourage culturel. La double chanson titre reparaît en juin 1997 sur la longbox de florilèges intitulée Ambiances du Sahara - Desert Blues vol. 1 du label Network Medien. L'album est ensuite entièrement remasterisé et réédité en version numérique avec deux titres supplémentaires datant de 1978 dont la populaire chanson Tezeta. Il sort le 14 septembre 1999 dans la collection Éthiopiques — dont il constitue le volume 7 — du label français Buda Musique, ainsi que dans diverses compilations de musique éthiopienne déclinées par le même label.

### Reconnaissance internationale
Erè Mèla Mèla, composé par Shewalul Mengistu comme plusieurs autres titres de l'album,, est probablement l'un des airs les plus connus mondialement de l'éthio-jazz. Il rencontre un grand succès dans les milieux culturels alternatifs en Europe, notamment en France où il est fortement soutenu et programmé sur Radio Nova, et aux États-Unis lors de sa réédition en 1986,,,,. En 1986, cet album permet de faire connaître mondialement l'éthio-jazz,, malgré la dictature de Mengistu Haile Mariam qui rend la diffusion à l'étranger de cette musique et de ses artistes difficile.
Le titre principal de l'album, qui au fil du temps est considéré comme l'une des œuvres les plus importantes de Mahmoud Ahmed, si ce n'est son « chef-d'œuvre », est également interprété par d'autres chanteurs éthiopiens dont Asnatqètch Wèrqu dans sa version traditionnelle ou plus récemment en 2010 la partie Mètché Nèw par le groupe français Akalé Wubé dans l'album homonyme. Par ailleurs, il sert de support musical et confère son titre au film de Daniel Wiroth Erè Mèla Mèla (2000), réalisé sur une chorégraphie de Lionel Hoche, qui remporte le Teddy Award du meilleur court métrage en 2001. Le titre Bemin Sebeb Litlash est également utilisé dans la bande-son du film L'Annulaire (2005) de Diane Bertrand.

## Influences et style musical
La chanson titre de l'album Erè Mèla Mèla est un groove en deux parties (Erè Mèla Mèla « Je cherche une solution » et Mètché Nèw « Quand ? ») de huit minutes, basé sur l'air mélancolique traditionnel d'une chanson d'amour de la musique éthiopienne interprétée au krar. C'est également une adaptation du titre Mèla Mèla publié par Sèyfu Yohannès en avril 1971, mais aussi une variante de la chanson homonyme Mèla Mèla de Mahmoud Ahmed parue sur l'album Almaz (1973), qui, sur un texte différent, utilise la même base mélodique mais jouée à un rythme différent et dans une autre tonalité.
L'ensemble de l'album est porté par la présence au premier plan de la section des cuivres constituée de deux saxophones ténors, fruit de l'influence du chef d'orchestre Nersès Nalbandian sur la musique éthiopienne à partir de 1940, notamment au sein de l'Orchestre de la Garde impériale avec lequel Mahmoud Ahmed se produisit. La quasi-totalité des chansons sont des complaintes amoureuses emplies de la nostalgie d'un amour perdu ou impossible, d'amours inassouvies, des difficultés des jeunes couples, ainsi que des descriptions flatteuses des attributs féminins de la séduction (yeux, peau, visage). La seule exception réside dans le diptyque Abbay Mado / Embwa Bèlèw qui est une ode au travail des paysans de la région Godjam située dans la boucle éthiopienne du Nil Bleu et qui ouvrait l'édition de l'album original paru en 1975.

## Description de l'album

### Titres
| Édition originale Kaifa Records de 1975 Face A 1. Abbay Mado / Embwa Bèlèw - 6 min 50 s 2. Atawurulegn Léla - 3 min 56 s 3. Tezeta - 5 min 45 s 4. Ohoho Gédama - 4 min 44 s Face B 1. Ebakesh Tarèqign - 4 min 37 s 2. Erè Mèla Mèla / Mètché Nèw - 8 min 00 s 3. Sidetegnash Negn / Samiraye - 5 min 30 s 4. Endénèsh Gèdawo - 3 min 44 s | Réédition Crammed Discs de 1986 1. Sidetegnash Negn / Samiraye - 5 min 34 s 2. Indenesh Gedaow - 3 min 46 s 3. Bemin Sebeb Litlash - 4 min 34 s 4. Abay Mado / Imbwa Belew - 6 min 58 s 5. Atawurulign Lela - 3 min 58 s 6. Ohoho Gedama - 4 min 45 s 7. Ere Mela Mela / Meche Neu - 8 min 03 s 8. Fetsum Dink Lij Nesh - 4 min 32 s 9. Belomy Benna - 3 min 57 s 10. Asheweyna - 4 min 34 s | Réédition Éthiopiques-Buda Musique de 1999 1. Erè Mèla Mèla (« Je cherche une solution ») - 4 min 38 s 2. Mètché Nèw (« Quand ? ») - 3 min 22 s 3. Bèmen Sèbèb Letlash (« Aucun prétexte pour ne pas t'aimer ») - 4 min 31 s 4. Abbay Mado (« Au-delà du Nil ») - 3 min 18 s 5. Embwa Bèlèw (« Dis Embwa ! ») - 3 min 35 s 6. Atawurulegn Léla (« Cessez de m'en parler ») - 3 min 59 s 7. Ohoho Gedama ([interjection]) - 4 min 44 s 8. Sedètègnash Nègn (« Je suis ton exilé ») - 2 min 02 s 9. Samerayé (« Mon guide ») - 3 min 28 s 10. Endénèsh Gèdawo (« Comment vas-tu ? ») - 3 min 44 s 11. Fetsum Denq Ledj Nesh (« Tu es absolument sublime ») - 4 min 41 s 12. Ebakesh Tareqign (« S'il te plait, fais la paix avec moi ») - 4 min 37 s 13. Asheweyna ([prénom]) - 4 min 32 s 14. Bèlomi Benna (« Dis-le avec un citron ») - 3 min 51 s 15. Tezeta (« Spleen ») - 5 min 45 s |

### Musiciens
Tous les titres, paroles et musiques, sont écrits par Mahmoud Ahmed certains à partir de musiques traditionnelles éthiopiennes. Les musiciens qui ont joué sur l'album Erè Mèla Mèla enregistré en 1975/1978 sont :
- Téwodros Meteku : saxophone ténor
- Fèqadu Amdè-Mesqel : saxophone ténor
- Sèlam Seyoum : guitare
- Tèsfayé Mèkonnen : batterie
- Haylè-Maryam Gèbrè-Giyorgis : claviers (ou Dèrèdjè Mèkonnen sur 3 et 11)
- Giovanni Rico : basse
- Girma Tchibsa : percussions

## Réception critique et ventes
Lors de sa première réédition en Occident, Erè Mèla Mèla est classé cinquième meilleur album de l'année 1986, tous genres confondus, par The New York Times. Dans les années 1990, la base de données AllMusic lui accorde une note de 5⁄5 justifiant celle-ci par le fait que cette œuvre « sublime, passionnée, et exigeante » est celle du « couronnement de Mahmoud Ahmed » et probablement le meilleur album de musique réalisé en Éthiopie. En 1999, lors de sa parution dans la collection Éthiopiques dirigée par Francis Falceto, la critique des Inrockuptibles accueille avec enthousiasme cette nouvelle réédition d'un album devenu « mythique » en une dizaine d'années, en soulignant la « sensualité [allant] jusqu’à l’ivresse spirituelle et sexuelle », la « puissance libératrice », et le « lyrisme presque mystique » de la voix de Mahmoud Ahmed et des arrangements musicaux (notamment des cuivres) de cette soul éthiopienne. L'hebdomadaire considère également cet album comme l'un des plus importants de la musique africaine.
De 1986 à la réédition dans la collection Éthiopiques en 1999, l'album s'est vendu à 13 000 exemplaires hors de son pays d'origine. Les chiffres de ventes depuis sa réédition par Buda Musique ne sont en revanche pas connus, de même que les ventes originales réalisées en Éthiopie avant 1986.
Cet album de Mahmoud Ahmed constitue l'aboutissement de ses trois albums formant ce qui est considéré comme le cœur de l'« âge d'or de la musique éthiopienne » des années 1969-1975 — et qui est désormais, tout comme son auteur, reconnu comme un classique de la musique mondiale — et lui a permis d'être récompensé en 2007 d'un « Award for World Music » pour l'Afrique de la BBC Radio 3.